# ルーフディア級フリゲート
ルーフディア級フリゲート（ルーフディアきゅうフリゲート、オランダ語: Roofdierklasse fregatten）は、オランダ海軍のフリゲートの艦級。ジェーン海軍年鑑ではコルベットとして種別されていた。

## 概要
本級は、北海やイギリス海峡など近海での内航護衛を目的に建造された。建造費はアメリカ合衆国の相互防衛援助計画（MDAP）によって賄われており、アメリカ海軍の1951年度の護衛駆潜艇（Patrol Craft Escort, PCE）として建造されたことから、その船体番号も付与されている。
設計面では、アドミラブル級掃海艇のような第二次世界大戦中のPCEの改良型とされている。比較的鈍足で、またセンサーや防空装備も前時代的なものしか備えていなかった。20mm機銃の多くは1970年代に撤去された。
漁業監視など平時の任務には非常に有用であったが、老朽化に伴い、新鋭艦に予算を配分するため、1980年代後半に順次に除籍されて運用を終了した。

## 同型艦一覧
| 米船体番号 | #     | 艦名                       | 起工       | 就役       | 除籍   |
| ---------- | ----- | -------------------------- | ---------- | ---------- | ------ |
| PCE-1607   | F 817 | ヴォルフ HNLMS Wolf        | 1952年11月 | 1954年 3月 | 1985年 |
| PCE-1604   | F 818 | フレット HNLMS Fret        | 1952年12月 | 1954年 5月 | 1988年 |
| PCE-1605   | F 819 | ヘルメリン HNLMS Hermelijn | 1953年 3月 | 1954年 8月 | 1987年 |
| PCE-1606   | F 820 | フォス HNLMS Vos           | 1952年 8月 | 1954年12月 | 1988年 |
| PCE-1608   | F 821 | パンテル HNLMS Panter      | 1952年12月 | 1954年 6月 | 1987年 |
| PCE-1609   | F 822 | ジャギュア HNLMS Jaguar    | 1952年12月 | 1954年 6月 | 1988年 |